# 底質
底質（ていしつ、英語: bottom material / bottom sediment）とは、河川、湖沼、海洋、水路等の水域において、水底を構成している表層のこと。広義では水底を構成している堆積物および岩石を指し、主に侵食による運搬作用によって堆積した砂泥、生物の遺骸、不溶性塩などから形成されている。狭義では表層土類や岩盤類の直上に蓄積した不溶物を指し、その状況を調べることによって水質汚濁の状況などが把握される。
人工的な化学物質による底質汚染を問題とするときは、水底を構成している堆積物のみを議論の対象する場合が多い。
閉鎖的ないしは半閉鎖的な水域における高有機質の泥質堆積物をさしてヘドロと俗に呼ぶことがある。

## 底質についての環境基準
工場等の排水に含まれる有機物を代表例として人工的な化学物質による底質の汚染は、それが有害物質であるときに特に問題となり、水銀とPCBを対象にした底質暫定除去基準と、ダイオキシン類における底質環境基準が定められている。